# 严家蓉
严家蓉（1971年8月—），女，四川绵阳人，中华人民共和国外交官，现任中华人民共和国驻巴哈马国特命全权大使。

## 生平
严家蓉中学毕业于绵阳南山中学，大学毕业于北京外国语大学和瑞典隆德大学。曾任外交部国际司三处副处长、常驻联合国代表团新闻发言人、外交部国际司处长、参赞、外交部新闻司副司级参赞、司领导。2016年，任国际民航组织秘书长办公室主任。2021年11月，任北京冬奥会和冬残奥会组委会新闻发言人。2022年，任国家节能中心首席顾问、二级巡视员。2023年，任外交部国际司参赞。2024年7月，出任中华人民共和国驻巴哈马大使。